# Dominic Rathbone
Dominic William Rathbone (* 8. Februar 1957) ist ein britischer Altertumswissenschaftler am King’s College London. Sein spezielles Interesse gilt dem Ptolemäischen und römischen Ägypten sowie den Papyrus-Quellen.

## Leben
Der Vater war anglikanischer Geistlicher und Dekan an der Kathedrale von Hereford. Rathbone studierte Classics am Jesus College, University of Cambridge, wo er auch seinen Ph.D. über das Heroninus-Archiv im römischen Fayum machte. 2003 wurde er Professor am King’s College London. Sein spezielles Interesse gilt Handel und Bankwesen. Er leitete 1995–1998 eine Studie über die Dörfer im Fayyum-Becken. Ferner befasste er sich mit der frühen römischen Geschichte und der Agrargeschichte der mittleren Republik.
Rathbone ist Vorsitzender des Oxyrhynchus Papyri Management Committee der Egypt Exploration Society und der Society for the Promotion of Roman Studies.

## Schriften
- Economic Rationalism and Rural Society in Third-Century A.D. Egypt: The Heroninos Archive and the Appianus Estate (= Cambridge classical studies.). Cambridge University Press, Cambridge (GB) / New York / Port Chester (N.Y.) 1991, ISBN 0-521-40149-6; Zugleich Dissertation, University of Cambridge 1991.
- Hrsg. mit R.S. Bagnall: Egypt from Alexander to the Copts: an Archaeological and Historical Guide. British Museum Press, London 2004, ISBN 0-7141-1952-0.
- mit P. Temin: Financial intermediation in first-century AD Rome and eighteenth-century England. In: K. Verboven, K. Vandorpe, V. Chankowski (Hrsg.): Pistoi dia tèn technèn. Bankers, Loans and Archives in the Ancient World. Studies in Honour of Raymond Bogaert. Leuven 2008, S. 371–419.
- Poor peasants and silent sherds. In: L. de Ligt, Simon Northwood (Hrsg.): People, Land and Politics. Demographic Developments and the Transformation of Roman Italy, 300 BC – AD 14 (= Mnemosyne. Supplementum, Band 303). Brill, Leiden 2008, ISBN 978-90-04-17118-3, S. 305–32.
- Earnings and costs: living standards and the Roman economy (first to third centuries AD). In: A. Bowman, A. Wilson (Hrsg.): Quantifying the Roman Economy. Methods and Problems (= Oxford studies on the Roman economy.). Oxford University Press, Oxford / New York 2009, ISBN 978-0-19-956259-6, S. 299–326.
- Ancient World. A Visual History. Paperback, Quarto Publishing PLC, 2020, ISBN 978-1-78240-472-9.

## Einzelbelege
1. ↑  Rathbone, Prof. Dominic William. Abgerufen am 12. November 2020 (englisch).

| Personendaten    | Personendaten                                                              |
| ---------------- | -------------------------------------------------------------------------- |
| NAME             | Rathbone, Dominic                                                          |
| ALTERNATIVNAMEN  | Rathbone, Dominic William                                                  |
| KURZBESCHREIBUNG | britischer Altertumswissenschaftler und Professor am King’s College London |
| GEBURTSDATUM     | 8. Februar 1957                                                            |